# 2019–2020-as UEFA-bajnokok ligája
A 2019–2020-as UEFA-bajnokok ligája a legrangosabb európai nemzetközi labdarúgókupa, mely jelenlegi nevén 28., jogelődjeivel együttvéve 65. alkalommal került kiírásra. A döntőnek a lisszaboni Estádio da Luz adott otthont. A győztes részt vett a 2020-as UEFA-szuperkupa budapesti döntőjében, ahol az ellenfele a 2019–2020-as Európa-liga győztese, a Sevilla volt, valamint a 2020-as FIFA-klubvilágbajnokságra is kijutott. A döntőt a német Bayern München nyerte, története során hatodik alkalommal győzött a sorozatban.
2020. március 13-án az UEFA bejelentette, hogy koronavírus-járvány miatt a március 17-ére és 18-ára kiírt mérkőzéseket meghatározatlan időre elhalasztja. 2020. június 17-én az UEFA megváltoztatta a formátumot, a negyeddöntőktől kezdődően egy mérkőzésen dőlt el a továbbjutás, a mérkőzéseket Portugáliában játszották. A döntőt Isztambulból Lisszabonba helyezték át, melyet 2020. augusztus 23-án játszottak. A döntőt a Bayern München nyerte 1–0-ra a Paris Saint-Germain ellen. A Bayern története hatodik BEK/BL-győzelmét szerezte. A BL történetében először fordult elő, hogy a győztes minden mérkőzését megnyerte.

## A besorolás rendszere
A 2019–2020-as UEFA-bajnokok ligájában az Európai Labdarúgó-szövetség (UEFA) 54 tagországának 79 csapata vett részt (Liechtenstein nem rendezett bajnokságot). Az országonként indítható csapatok számát, illetve a selejtezőköri besorolásukat az UEFA ország-együtthatója alapján végezték.
A 2019–2020-as UEFA-bajnokok ligájában országonként indítható csapatok száma
- Az 1–4. helyen rangsorolt országok négyet,
- az 5–6. helyen rangsorolt országok hármat,
- a 7–15. helyen rangsorolt országok kettőt,
- a 16–55. helyen rangsorolt országok (kivéve Liechtenstein) egyaránt egy-egyet indíthattak.
- A BL 2018–2019-es és az EL 2018–2019-es kiírásának győztesének a csoportkörben biztosítottak helyet. Mindkét csapat a bajnoki helyezés alapján is indulási jogot szerzett, ezért a helyeiket nem használták fel.

### Rangsor
A 2019–2020-as UEFA-bajnokok ligája kiosztott helyeihez a 2018-as ország-együtthatót vették alapul, amely az országok csapatainak teljesítményét vette figyelembe a 2013–14-es szezontól a 2017–18-asig.
Az együtthatótól függetlenül, a következő megjegyzéssel indulási jogot szerzők:
- BL – 2018–2019-es UEFA-bajnokok ligája győztese
- EL – 2018–2019-es Európa-liga győztese

| Hely. | Szövetség     | Koeff.  | Cs | Mj |
| ----- | ------------- | ------- | -- | -- |
| 1.    | Spanyolország | 106,998 | 4  |    |
| 2.    | Anglia        | 79,605  | 4  |    |
| 3.    | Olaszország   | 76,249  | 4  |    |
| 4.    | Németország   | 71,427  | 4  |    |
| 5.    | Franciaország | 56,415  | 3  |    |
| 6.    | Oroszország   | 53,382  | 3  |    |
| 7.    | Portugália    | 47,248  | 2  |    |
| 8.    | Ukrajna       | 41,133  | 2  |    |
| 9.    | Belgium       | 38,500  | 2  |    |
| 10.   | Törökország   | 35,800  | 2  |    |
| 11.   | Ausztria      | 32,850  | 2  |    |
| 12.   | Svájc         | 30,200  | 2  |    |
| 13.   | Csehország    | 30,175  | 2  |    |
| 14.   | Hollandia     | 29,749  | 2  |    |
| 15.   | Görögország   | 28,600  | 2  |    |
| 16.   | Horvátország  | 26,000  | 1  |    |
| 17.   | Dánia         | 25,950  | 1  |    |
| 18.   | Izrael        | 21,750  | 1  |    |
| 19.   | Ciprus        | 21,550  | 1  |    |

| Hely. | Szövetség        | Koeff. | Cs | Mj |
| ----- | ---------------- | ------ | -- | -- |
| 20.   | Románia          | 20,450 | 1  |    |
| 21.   | Lengyelország    | 20,125 | 1  |    |
| 22.   | Svédország       | 19,975 | 1  |    |
| 23.   | Azerbajdzsán     | 19,125 | 1  |    |
| 24.   | Bulgária         | 19,125 | 1  |    |
| 25.   | Szerbia          | 18,750 | 1  |    |
| 26.   | Skócia           | 18,625 | 1  |    |
| 27.   | Fehéroroszország | 18,625 | 1  |    |
| 28.   | Kazahsztán       | 18,125 | 1  |    |
| 29.   | Norvégia         | 17,425 | 1  |    |
| 30.   | Szlovénia        | 14,500 | 1  |    |
| 31.   | Liechtenstein    | 13,000 | 0  |    |
| 32.   | Szlovákia        | 12,125 | 1  |    |
| 33.   | Moldova          | 10,000 | 1  |    |
| 34.   | Albánia          | 8,500  | 1  |    |
| 35.   | Izland           | 8,250  | 1  |    |
| 36.   | Magyarország     | 8,125  | 1  |    |
| 37.   | Macedónia        | 7,500  | 1  |    |

| Hely. | Szövetség           | Koeff. | Cs | Mj |
| ----- | ------------------- | ------ | -- | -- |
| 38.   | Finnország          | 6,900  | 1  |    |
| 39.   | Írország            | 6,700  | 1  |    |
| 40.   | Bosznia-Hercegovina | 6,625  | 1  |    |
| 41.   | Lettország          | 5,625  | 1  |    |
| 42.   | Észtország          | 5,500  | 1  |    |
| 43.   | Litvánia            | 5,375  | 1  |    |
| 44.   | Montenegró          | 5,000  | 1  |    |
| 45.   | Grúzia              | 5,000  | 1  |    |
| 46.   | Örményország        | 4,875  | 1  |    |
| 47.   | Málta               | 4,500  | 1  |    |
| 48.   | Luxemburg           | 4,375  | 1  |    |
| 49.   | Észak-Írország      | 4,250  | 1  |    |
| 50.   | Wales               | 3,875  | 1  |    |
| 51.   | Feröer              | 3,750  | 1  |    |
| 52.   | Gibraltár           | 3,000  | 1  |    |
| 53.   | Andorra             | 1,331  | 1  |    |
| 54.   | San Marino          | 0,499  | 1  |    |
| 55.   | Koszovó             | 0,000  | 1  |    |

### Lebonyolítás
A torna lebonyolítása az alábbi volt.
A BL címvédője (Liverpool) a bajnokságban elért helyezése alapján is részvételi jogot szerzett. Emiatt a következő változások voltak a lebonyolításban:
- A 11. helyen rangsorolt bajnokság győztese (Ausztria) a rájátszásból a csoportkörbe került.
- A 13. helyen rangsorolt bajnokság győztese (Csehország) a 3. selejtezőkörből a rájátszásba került.
- A 15. helyen rangsorolt bajnokság győztese (Görögország) a 2. selejtezőkörből a 3. selejtezőkörbe került.
- A 18. és 19. helyen rangsorolt bajnokságok győztesei (Izrael, Ciprus) az 1. selejtezőkörből a 2. selejtezőkörbe került.

Az EL címvédője (Chelsea) a bajnokságban elért helyezése alapján is részvételi jogot szerzett. Emiatt a következő változások voltak a lebonyolításban:
- Az 5. helyen rangsorolt bajnokság harmadik helyezettje (Franciaország) a 3. selejtezőkörből a csoportkörbe került.
- A 10. és 11. helyen rangsorolt bajnokság második helyezettjei (Törökország, Ausztria) a 2. selejtezőkörből a 3. selejtezőkörbe került.

|                                      |                                      | A szakaszban bekapcsolódók | Az előző forduló továbbjutói                                                      |
| ------------------------------------ | ------------------------------------ | --- | --------------------------------------------------------------------------------- |
| Előselejtező (4 csapat)              | Előselejtező (4 csapat)              | - 4 bajnok az 52–55. helyen rangsorolt bajnokságokból |                                                                                   |
| 1. selejtezőkör (32 csapat)          | 1. selejtezőkör (32 csapat)          | - 31 bajnok a 20–51. helyen rangsorolt bajnokságokból (kivéve Liechtenstein) | - 1 győztes az előselejtezőből                                                    |
| 2. selejtezőkör                      | Bajnoki ág (20 csapat)               | - 4 bajnok a 16–19. helyen rangsorolt bajnokságokból | - 16 győztes az 1. selejtezőkörből                                                |
| 2. selejtezőkör                      | Nem bajnoki ág (4 csapat)            | - 4 második a 12–15. helyen rangsorolt bajnokságokból |                                                                                   |
| 3. selejtezőkör                      | Bajnoki ág (12 csapat)               | - 2 bajnok a 14–15. helyen rangsorolt bajnokságokból | - 10 győztes a 2. selejtezőkörből                                                 |
| 3. selejtezőkör                      | Nem bajnoki ág (8 csapat)            | - 5 második a 7–11. helyen rangsorolt bajnokságokból - 1 harmadik a 6. helyen rangsorolt bajnokságból | - 2 győztes a 2. selejtezőkör nem bajnoki ágáról                                  |
| Rájátszás                            | Bajnoki ág (8 csapat)                | - 2 bajnok a 12–13. helyen rangsorolt bajnokságokból | - 6 győztes a 3. selejtezőkör bajnoki ágáról                                      |
| Rájátszás                            | Nem bajnoki ág (4 csapat)            | | - 4 győztes a 3. selejtezőkör nem bajnoki ágáról                                  |
| Csoportkör (32 csapat)               | Csoportkör (32 csapat)               | - 11 bajnok az 1–11. helyen rangsorolt bajnokságokból - 6 második az 1–6. helyen rangsorolt bajnokságokból - 5 harmadik az 1–5. helyen rangsorolt bajnokságokból - 4 negyedik az 1–4. helyen rangsorolt bajnokságokból | - 4 győztes a rájátszás bajnoki ágáról - 2 győztes a rájátszás nem bajnoki ágáról |
| Egyenes kieséses szakasz (16 csapat) | Egyenes kieséses szakasz (16 csapat) | | - 8 csoportgyőztes - 8 csoportmásodik                                             |

### Csapatok
A 2019–2020-as UEFA-bajnokok ligájában az alábbi csapatok vettek részt. Zárójelben a csapat bajnokságban elért helyezése olvasható.
- BL – A 2018–2019-es UEFA-bajnokok ligája győztese
- EL - A 2018–2019-es Európa-liga győztese

| Csoportkör               | Csoportkör              | Csoportkör                   | Csoportkör                 |
| ------------------------ | ----------------------- | ---------------------------- | -------------------------- |
| Liverpool FCBL (2.)      | Tottenham Hotspur (4.)  | RB Leipzig (3.)              | Benfica (bajnok)           |
| ChelseaEL (3.)           | Juventus (bajnok)       | Bayer Leverkusen (4.)        | Sahtar Doneck (bajnok)     |
| FC Barcelona (bajnok)    | SSC Napoli (2.)         | Paris Saint-Germain (bajnok) | KRC Genk (bajnok)          |
| Atlético de Madrid (2.)  | Atalanta (3.)           | Lille OSC (2.)               | Galatasaray (bajnok)       |
| Real Madrid (3.)         | Internazionale (4.)     | Olympique Lyonnais (3.)      | Red Bull Salzburg (bajnok) |
| Valencia CF (4.)         | Bayern München (bajnok) | Zenyit (bajnok)              |                            |
| Manchester City (bajnok) | Borussia Dortmund (2.)  | Lokomotyiv Moszkva (2.)      |                            |

| Rájátszás           | Rájátszás             | Rájátszás      | Rájátszás      |
| Bajnoki ág          | Bajnoki ág            | Nem bajnoki ág | Nem bajnoki ág |
| ------------------- | --------------------- | -------------- | -------------- |
| Young Boys (bajnok) | Slavia Praha (bajnok) |                |                |

| 3. selejtezőkör   | 3. selejtezőkör | 3. selejtezőkör    | 3. selejtezőkör          |
| Bajnoki ág        | Bajnoki ág      | Nem bajnoki ág     | Nem bajnoki ág           |
| ----------------- | --------------- | ------------------ | ------------------------ |
| Ajax (bajnok)     | PAÓK (bajnok)   | FK Krasznodar (3.) | Club Brugge (2.)         |
|                   |                 | FC Porto (2.)      | İstanbul Başakşehir (2.) |
| Dinamo Kijiv (2.) | LASK Linz (2.)  |                    |                          |

| 2. selejtezőkör        | 2. selejtezőkör           | 2. selejtezőkör | 2. selejtezőkör    |
| Bajnoki ág             | Bajnoki ág                | Nem bajnoki ág  | Nem bajnoki ág     |
| ---------------------- | ------------------------- | --------------- | ------------------ |
| Dinamo Zagreb (bajnok) | Makkabi Tel-Aviv (bajnok) | FC Basel (2.)   | PSV Eindhoven (2.) |
| FC København (bajnok)  | Viktoria Plzeň (2.)       | APÓEL (bajnok)  | Olimbiakósz (2.)   |

| 1. selejtezőkör            | 1. selejtezőkör             | 1. selejtezőkör          | 1. selejtezőkör              |
| -------------------------- | --------------------------- | ------------------------ | ---------------------------- |
| CFR Cluj (bajnok)          | Asztana FK (bajnok)         | FK Skendija (bajnok)     | Szaburtalo Tbiliszi (bajnok) |
| Piast Gliwice (bajnok)     | Rosenborg (bajnok)          | HJK (bajnok)             | Ararat-Armenia (bajnok)      |
| AIK (bajnok)               | NK Maribor (bajnok)         | Dundalk FC (bajnok)      | Valletta FC (bajnok)         |
| Qarabağ (bajnok)           | Slovan Bratislava (bajnok)  | FK Sarajevo (bajnok)     | F91 Dudelange (bajnok)       |
| Ludogorec Razgrad (bajnok) | Sheriff Tiraspol (bajnok)   | Riga FC (bajnok)         | Linfield (bajnok)            |
| Crvena zvezda (bajnok)     | Partizani Tirana (bajnok)   | Nõmme Kalju (bajnok)     | The New Saints (bajnok)      |
| Celtic (bajnok)            | Sūduva Marijampolė (bajnok) | Valur (bajnok)           | HB Tórshavn (bajnok)         |
| BATE Bariszav (bajnok)     | Ferencváros (bajnok)        | Sutjeska Nikšić (bajnok) |                              |

| Előselejtező              | Előselejtező             | Előselejtező       | Előselejtező        |
| ------------------------- | ------------------------ | ------------------ | ------------------- |
| Lincoln Red Imps (bajnok) | FC Santa Coloma (bajnok) | Tre Penne (bajnok) | Feronikeli (bajnok) |

## Fordulók és időpontok
A mérkőzések időpontjai a következők (az összes sorsolást az UEFA székházában Nyonban, Svájcban tartották, az ettől eltérő külön jelölve):
| Szakasz                  | Forduló        | Sorsolás dátuma              | 1. mérkőzés                                          | 2. mérkőzés                                          |
| ------------------------ | -------------- | ---------------------------- | ---------------------------------------------------- | ---------------------------------------------------- |
| Selejtezők               | Előselejtező   | 2019. június 11.             | 2019. június 25. (elődöntők)                         | 2019. június 28. (döntő)                             |
| Selejtezők               | 1. forduló     | 2019. június 18.             | 2019. július 9–10.                                   | 2019. július 16–17.                                  |
| Selejtezők               | 2. forduló     | 2019. június 19.             | 2019. július 23–24.                                  | 2019. július 30–31.                                  |
| Selejtezők               | 3. forduló     | 2019. július 22.             | 2019. augusztus 6–7.                                 | 2019. augusztus 13.                                  |
| Selejtezők               | Rájátszás      | 2019. augusztus 5.           | 2019. augusztus 20–21.                               | 2019. augusztus 27–28.                               |
| Csoportkör               | 1. mérkőzésnap | 2019. augusztus 29. (Monaco) | 2019. szeptember 17–18.                              | 2019. szeptember 17–18.                              |
| Csoportkör               | 2. mérkőzésnap | 2019. augusztus 29. (Monaco) | 2019. október 1–2.                                   | 2019. október 1–2.                                   |
| Csoportkör               | 3. mérkőzésnap | 2019. augusztus 29. (Monaco) | 2019. október 22–23.                                 | 2019. október 22–23.                                 |
| Csoportkör               | 4. mérkőzésnap | 2019. augusztus 29. (Monaco) | 2019. november 5–6.                                  | 2019. november 5–6.                                  |
| Csoportkör               | 5. mérkőzésnap | 2019. augusztus 29. (Monaco) | 2019. november 26–27.                                | 2019. november 26–27.                                |
| Csoportkör               | 6. mérkőzésnap | 2019. augusztus 29. (Monaco) | 2019. december 10–11.                                | 2019. december 10–11.                                |
| Egyenes kieséses szakasz | Nyolcaddöntők  | 2019. december 16.           | 2020. február 18–19., 25–26.                         | 2020. március 10–11., 17–18.                         |
| Egyenes kieséses szakasz | Negyeddöntők   | 2020. március 20.            | 2020. április 7–8.                                   | 2020. április 14–15.                                 |
| Egyenes kieséses szakasz | Elődöntők      | 2020. március 20.            | 2020. április 28–29.                                 | 2020. május 5–6.                                     |
| Egyenes kieséses szakasz | Döntő          | 2020. március 20.            | 2020. május 30., Atatürk Olimpiai Stadion, Isztambul | 2020. május 30., Atatürk Olimpiai Stadion, Isztambul |

## Pénzdíjazás
Az UEFA a résztvevők között következő pénzdíjakat osztotta ki. Valamennyi összeg euróban értendő.

| Cél elérése                                      | Összeg     | Megjegyzés |
| ------------------------------------------------ | ---------- | --- |
| Előselejtező                                     | 230 000    | |
| 1. selejtezőkör                                  | 280 000    | |
| 2. selejtezőkör                                  | 380 000    | |
| 3. selejtezőkör                                  | 480 000    | Csak a bajnoki ágról kiesettek részére, mert a nem bajnoki ágról kiesők az Európa-liga csoportkörébe kerülnek. |
| Rájátszásból kiesők                              | 5 000 000  | |
| Csoportkör alapdíja                              | 15 250 000 | |
| Győzelem a csoportkörben                         | 2 700 000  | |
| Döntetlen a csoportkörben                        | 900 000    | |
| Nyolcaddöntő                                     | 9 500 000  | |
| Negyeddöntő                                      | 10 500 000 | |
| Elődöntő                                         | 12 000 000 | |
| A döntő vesztese                                 | 15 000 000 | |
| A döntő győztese                                 | 19 000 000 | |
| UEFA-szuperkupába jutó csapat (a döntő győztese) | 3 500 000  | |
| UEFA-szuperkupa győztese                         | 1 000 000  | |

## Előselejtező
Az előselejtezőkörben 4 csapat vett részt. A csapatok egyenes kieséses rendszerben mérkőztek. A győztes az 1. selejtezőkörbe jutott. A vesztesek az Európa-liga 2. selejtezőkörének bajnoki ágára kerültek.
| Kiemeltek: - Lincoln Red Imps (4,250) - FC Santa Coloma (4,000) | Nem kiemeltek: - Tre Penne (0,750) - Feronikeli (0,500) |

Párosítások
Az előselejtező sorsolását 2018. június 11-én, 12 órától tartották. Az elődöntőket június 25-én, a döntőt 28-án játszották.
| 1. csapat  | Eredmény | 2. csapat        |
| ---------- | -------- | ---------------- |
| Elődöntők  |          |                  |
| Feronikeli | 1–0      | Lincoln Red Imps |
| Tre Penne  | 0–1      | FC Santa Coloma  |
| Döntő      |          |                  |
| Feronikeli | 2–1      | FC Santa Coloma  |

## Selejtező

### 1. selejtezőkör
Az 1. selejtezőkörben 32 csapat vett részt. A csapatok oda-visszavágós rendszerben mérkőztek. A párosítások győztesei a 2. selejtezőkörbe jutottak. A vesztesek az Európa-liga 2. selejtezőkörének bajnoki ágára kerültek.
- T: Az előselejtezőből továbbjutott csapat, a sorsoláskor nem volt ismert.

| Kiemeltek: - Celtic (31,000) - BATE Bariszav (27,500) - Asztana FK (27,500) - Ludogorec Razgrad (27,000) - Qarabağ (22,000) - NK Maribor (18,500) - Crvena zvezda (16,750) - Sheriff Tiraspol (12,250) - Rosenborg (11,500) - HJK (9,000) - Dundalk FC (7,000) - F91 Dudelange (6,250) - FK Skendija (6,000) - The New Saints (6,000) - Slovan Bratislava (6,000) - AIK (5,500) | Nem kiemeltek: - Sūduva Marijampolė (4,250) - Valletta FC (4,250) - Feronikeli (4,250) (T) - FK Sarajevo (4,250) - Piast Gliwice (3,850) - CFR Cluj (3,500) - Ferencváros (3,500) - Nõmme Kalju (3,500) - Sutjeska Nikšić (3,000) - Partizani Tirana (3,000) - Valur (2,750) - Linfield (2,250) - HB Tórshavn (1,500) - Riga FC (1,125) - Ararat-Armenia (1,050) - Szaburtalo Tbiliszi (0,950) |

Párosítások
Az 1. selejtezőkör sorsolását 2019. június 18-án, 14:30-tól tartották. Az első mérkőzéseket július 9-én és 10-én, a második mérkőzéseket július 16-án és 17-én játszották.
| 1. csapat          | Össz.Tooltip Aggregate score | 2. csapat           | 1. mérk. | 2. mérk.   |
| ------------------ | ---------------------------- | ------------------- | -------- | ---------- |
| Nõmme Kalju        | 2–2 (i.g.)                   | FK Skendija         | 0–1      | 2–1        |
| Sūduva Marijampolė | 1–2                          | Crvena zvezda       | 0–0      | 1–2        |
| Ararat-Armenia     | 3–4                          | AIK                 | 2–1      | 1–3        |
| Asztana FK         | 2–3                          | CFR Cluj            | 1–0      | 1–3        |
| Ferencváros        | 5–3                          | Ludogorec Razgrad   | 2–1      | 3–2        |
| Partizani Tirana   | 0–2                          | Qarabağ             | 0–0      | 0–2        |
| Slovan Bratislava  | 2–2 (t. 2–3)                 | Sutjeska Nikšić     | 1–1      | 1–1 (h.u.) |
| FK Sarajevo        | 2–5                          | Celtic              | 1–3      | 1–2        |
| Sheriff Tiraspol   | 3–4                          | Szaburtalo Tbiliszi | 0–3      | 3–1        |
| F91 Dudelange      | 3–3 (i.g.)                   | Valletta FC         | 2–2      | 1–1        |
| Linfield           | 0–6                          | Rosenborg           | 0–2      | 0–4        |
| Valur              | 0–5                          | NK Maribor          | 0–3      | 0–2        |
| Dundalk FC         | 0–0 (t. 5–4)                 | Riga FC             | 0–0      | 0–0 (h.u.) |
| The New Saints     | 3–2                          | Feronikeli          | 2–2      | 1–0        |
| HJK                | 5–2                          | HB Tórshavn         | 3–0      | 2–2        |
| BATE Bariszav      | 3–2                          | Piast Gliwice       | 1–1      | 2–1        |

1. ↑  Az eredeti sorsoláson a párosítást nem megfelelően végezték el, a két csapat megkeverése nélkül a kiemelt Ludogorec csapatát mutatták fel elsőként, amely szerint a bolgár csapat játszotta volna az első mérkőzést hazai pályán. A hiba miatt az UEFA a párosítást újrasorsolta, amely után a Ferencváros lett az első mérkőzés pályaválasztója.[11]
2. ↑  A sorsoláshoz képest a pályaválasztói jogot felcserélték.

### 2. selejtezőkör
A 2. selejtezőkör két ágból állt. A bajnoki ágon 26 csapat, a nem bajnoki ágon 4 csapat vett részt. A csapatok oda-visszavágós rendszerben mérkőztek. A párosítások győztesei a 3. selejtezőkörbe jutottak. A bajnoki ág vesztes csapatai az Európa-liga bajnoki ágának 3. selejtezőkörébe kerültek. A nem bajnoki ág vesztes csapatai az Európa-liga nem bajnoki ágának 3. selejtezőkörébe kerültek.
- T: Az 1. selejtezőkörből továbbjutott csapat, a sorsoláskor nem volt ismert.
- A dőlt betűvel írtak az 1. selejtezőkörben egy magasabb együtthatóval rendelkező csapat ellen győztek, és az ellenfél együtthatóját vették figyelembe.

Bajnoki ág
| Kiemeltek: - Celtic (31,000) (T) - FC København (31,000) - Dinamo Zagreb (29,500) - BATE Bariszav (27,500) (T) - CFR Cluj (27,500) (T) - Ferencváros (27,000) (T) - APÓEL (25,500) - Qarabağ (22,000) (T) - NK Maribor (18,500) (T) - Crvena zvezda (16,750) (T) | Nem kiemeltek: - Makkabi Tel-Aviv (16,000) - Szaburtalo Tbiliszi (12,250) (T) - Rosenborg (11,500) (T) - HJK (9,000) (T) - Dundalk FC (7,000) (T) - Valletta FC (6,250) (T) - Nõmme Kalju (6,000) (T) - The New Saints (6,000) (T) - Sutjeska Nikšić (6,000) (T) - AIK (5,500) (T) |

Nem bajnoki ág
| Kiemeltek: - FC Basel (54,500) - Olimbiakósz (44,000) | Nem kiemeltek: - PSV Eindhoven (37,000) - Viktoria Plzeň (33,000) |

Párosítások
A 2. selejtezőkör sorsolását 2019. június 19-én, 12 órakor tartották. Az első mérkőzéseket július 23-án és 24-én, a második mérkőzéseket július 30-án és 31-én játszották.
| 1. csapat           | Össz.Tooltip Aggregate score | 2. csapat        | 1. mérk. | 2. mérk.   |
| ------------------- | ---------------------------- | ---------------- | -------- | ---------- |
| Bajnoki ág          |                              |                  |          |            |
| CFR Cluj            | 3–2                          | Makkabi Tel-Aviv | 1–0      | 2–2        |
| BATE Bariszav       | 2–3                          | Rosenborg        | 2–1      | 0–2        |
| The New Saints      | 0–3                          | FC København     | 0–2      | 0–1        |
| Ferencváros         | 4–2                          | Valletta FC      | 3–1      | 1–1        |
| Dundalk FC          | 1–4                          | Qarabağ          | 1–1      | 0–3        |
| Szaburtalo Tbiliszi | 0–5                          | Dinamo Zagreb    | 0–2      | 0–3        |
| Celtic              | 7–0                          | Nõmme Kalju      | 5–0      | 2–0        |
| Crvena zvezda       | 3–2                          | HJK              | 2–0      | 1–2        |
| Sutjeska Nikšić     | 0–4                          | APÓEL            | 0–1      | 0–3        |
| NK Maribor          | 4–4 (i.g.)                   | AIK              | 2–1      | 2–3 (h.u.) |
| Nem bajnoki ág      |                              |                  |          |            |
| Viktoria Plzeň      | 0–4                          | Olimbiakósz      | 0–0      | 0–4        |
| PSV Eindhoven       | 4–4 (i.g.)                   | FC Basel         | 3–2      | 1–2        |

### 3. selejtezőkör
A 3. selejtezőkör két ágból állt. A bajnoki ágon 12 csapat, a nem bajnoki ágon 8 csapat vett részt. A csapatok oda-visszavágós rendszerben mérkőztek. A párosítások győztesei a rájátszásba jutottak. A bajnoki ág vesztes csapatai az Európa-liga rájátszásába, a nem bajnoki ág vesztes csapatai az Európa-liga csoportkörébe kerültek.
- T: A 2. selejtezőkörből továbbjutott csapat, a sorsoláskor nem volt ismert.
- A dőlt betűvel írtak a 2. selejtezőkörben egy magasabb együtthatóval rendelkező csapat ellen győztek, és az ellenfél együtthatóját vették figyelembe.

Bajnoki ág
| Kiemeltek: - Ajax (70,500) - Celtic (31,000) (T) - FC København (31,000) (T) - Dinamo Zagreb (29,500) (T) - Rosenborg (27,500) (T) - APÓEL (25,500) (T) | Nem kiemeltek: - PAÓK (23,500) - Qarabağ (22,000) (T) - NK Maribor (18,500) (T) - Crvena zvezda (16,750) (T) - CFR Cluj (16,000) (T) - Ferencváros (4,250) (T) |

Nem bajnoki ág
| Kiemeltek: - FC Porto (93,000) - Dinamo Kijiv (65,000) - Basel (54,500) (T) - Olimbiakósz (44,000) (T) | Nem kiemeltek: - Club Brugge (39,500) - FK Krasznodar (34,500) - İstanbul Başakşehir (10,500) - LASK Linz (6,250) |

Párosítások
A 3. selejtezőkör sorsolását 2019. július 22-én, 12 órakor tartották. Az első mérkőzéseket augusztus 6-án és 7-én, a második mérkőzéseket augusztus 13-án játszották.
| 1. csapat           | Össz.Tooltip Aggregate score | 2. csapat    | 1. mérk. | 2. mérk.   |
| ------------------- | ---------------------------- | ------------ | -------- | ---------- |
| Bajnoki ág          |                              |              |          |            |
| CFR Cluj            | 5–4                          | Celtic       | 1–1      | 4–3        |
| APÓEL               | 3–2                          | Qarabağ      | 1–2      | 2–0        |
| PAÓK                | 4–5                          | Ajax         | 2–2      | 2–3        |
| Dinamo Zagreb       | 5–1                          | Ferencváros  | 1–1      | 4–0        |
| Crvena zvezda       | 2–2 (t. 7–6)                 | FC København | 1–1      | 1–1 (h.u.) |
| NK Maribor          | 2–6                          | Rosenborg    | 1–3      | 1–3        |
| Nem bajnoki ág      |                              |              |          |            |
| İstanbul Başakşehir | 0–3                          | Olimbiakósz  | 0–1      | 0–2        |
| FK Krasznodar       | 3–3 (i.g.)                   | FC Porto     | 0–1      | 3–2        |
| Club Brugge         | 4–3                          | Dinamo Kijiv | 1–0      | 3–3        |
| FC Basel            | 2–5                          | LASK Linz    | 1–2      | 1–3        |

## Rájátszás
A rájátszás két ágból állt. A bajnoki ágon 8 csapat, a nem bajnoki ágon 4 csapat vett részt. A csapatok oda-visszavágós rendszerben mérkőztek. A párosítások győztesei a csoportkörbe jutottak. A vesztesek az Európa-liga csoportkörébe kerültek.
- T: A 3. selejtezőkörből továbbjutott csapat, a sorsoláskor nem volt ismert.
- A dőlt betűvel írtak a 3. selejtezőkörben egy magasabb együtthatóval rendelkező csapat ellen győztek, és az ellenfél együtthatóját együtthatóját vették figyelembe.

Bajnoki ág
| Kiemeltek: - Ajax (70,500) (T) - CFR Cluj (31,000) (T) - Crvena zvezda (31,000) (T) - Dinamo Zagreb (29,500) (T) | Nem kiemeltek: - Young Boys (27,500) - APÓEL (25,500) (T) - Slavia Praha (21,500) - Rosenborg (18,500) (T) |

Nem bajnoki ág
| Kiemeltek: - FK Krasznodar (93,000) (T) - Club Brugge (65,000) (T) | Nem kiemeltek: - LASK Linz (54,500) (T) - Olimbiakósz (44,000) (T) |

Párosítások
A rájátszás sorsolását 2019. augusztus 5-én, 12 órától tartották. Az első mérkőzéseket augusztus 20-án és 21-én, a második mérkőzéseket augusztus 27-én és 28-án játszották.
| 1. csapat      | Össz.Tooltip Aggregate score | 2. csapat     | 1. mérk. | 2. mérk. |
| -------------- | ---------------------------- | ------------- | -------- | -------- |
| Bajnoki ág     |                              |               |          |          |
| Dinamo Zagreb  | 3–1                          | Rosenborg     | 2–0      | 1–1      |
| CFR Cluj       | 0–2                          | Slavia Praha  | 0–1      | 0–1      |
| Young Boys     | 3–3 (i.g.)                   | Crvena zvezda | 2–2      | 1–1      |
| APÓEL          | 0–2                          | Ajax          | 0–0      | 0–2      |
| Nem bajnoki ág |                              |               |          |          |
| LASK Linz      | 1–3                          | Club Brugge   | 0–1      | 1–2      |
| Olimbiakósz    | 6–1                          | FK Krasznodar | 4–0      | 2–1      |

## Csoportkör
A csoportkörben az alábbi 32 csapat vett részt:
- 26 csapat ebben a körben lépett be,
- 6 győztes csapat a UEFA-bajnokok ligája rájátszásából (4 a bajnoki ágról, 2 a nem bajnoki ágról).

A sorsolás előtt a csapatokat 4 kalapba sorolták be, a következők szerint:
- Az 1. kalapba került a UEFA-bajnokok ligája címvédője, az Európa-liga címvédője és a 2018-as ország-együttható szerinti első hat ország bajnokcsapata.[5]
- A 2., 3. és 4. kalapba került a többi csapat, a 2019-es klub-együtthatóik sorrendjében.[15]

A csoportkör sorsolását 2019. augusztus 29-én tartották Monacóban. Nyolc darab, egyaránt négycsapatos csoportot alakítottak ki. Azonos tagországba tartozó, valamint az orosz és ukrán csapatok nem kerülhettek azonos csoportba.
A csoportokban a csapatok körmérkőzéses, oda-visszavágós rendszerben mérkőztek meg egymással. A játéknapok: szeptember 17–18., október 1–2., október 22–23., november 5–6., november 26–27., december 10–11. A csoportok első két helyezettje az egyenes kieséses szakaszba jutott, a harmadik helyezettek a 2019–2020-as Európa-liga egyenes kieséses szakaszában folytatták, míg az utolsó helyezettek kiestek.
| 1. kalap - Liverpool FCBL (91,000) - ChelseaEL (87,000) - FC Barcelona (138,000) - Manchester City (106,000) - Juventus (124,000) - Bayern München (128,000) - Paris Saint-Germain (103,000) - Zenyit (72,000) 2. kalap - Real Madrid (146,000) - Atlético de Madrid (127,000) - Borussia Dortmund (85,000) - SSC Napoli (80,000) - Sahtar Doneck (80,000) - Tottenham Hotspur (78,000) - Ajax (70,500) - Benfica (68,000) | 3. kalap - Olympique Lyonnais (61,500) - Bayer Leverkusen (61,000) - Red Bull Salzburg (54,500) - Olimbiakósz (44,000) - Club Brugge (39,500) - Valencia CF (37,000) - Internazionale (31,000) - Dinamo Zagreb (29,500) 4. kalap - Lokomotyiv Moszkva (28,500) - KRC Genk (25,000) - Galatasaray (22,500) - RB Leipzig (22,000) - Slavia Praha (21,500) - Crvena zvezda (16,750) - Atalanta (14,945) - Lille OSC (11,699) |

### A csoport
| Hely. | Csapat              | M | Gy | D | V | G+ | G– | Gk  | P  | Továbbjutás                                |  | PAR | RM  | BRU | GAL |
| ----- | ------------------- | - | -- | - | - | -- | -- | --- | -- | ------------------------------------------ |  | --- | --- | --- | --- |
| 1.    | Paris Saint-Germain | 6 | 5  | 1 | 0 | 17 | 2  | +15 | 16 | Továbbjutott az egyenes kieséses szakaszba |  | —   | 3–0 | 1–0 | 5–0 |
| 2.    | Real Madrid         | 6 | 3  | 2 | 1 | 14 | 8  | +6  | 11 | Továbbjutott az egyenes kieséses szakaszba |  | 2–2 | —   | 2–2 | 6–0 |
| 3.    | Club Brugge         | 6 | 0  | 3 | 3 | 4  | 12 | −8  | 3  | Átkerült az Európa-ligába                  |  | 0–5 | 1–3 | —   | 0–0 |
| 4.    | Galatasaray         | 6 | 0  | 2 | 4 | 1  | 14 | −13 | 2  |                                            |  | 0–1 | 0–1 | 1–1 | —   |

### B csoport
| Hely. | Csapat            | M | Gy | D | V | G+ | G– | Gk  | P  | Továbbjutás                                |  | BAY | TOT | OLY | RSB |
| ----- | ----------------- | - | -- | - | - | -- | -- | --- | -- | ------------------------------------------ |  | --- | --- | --- | --- |
| 1.    | Bayern München    | 6 | 6  | 0 | 0 | 24 | 5  | +19 | 18 | Továbbjutott az egyenes kieséses szakaszba |  | —   | 3–1 | 2–0 | 3–0 |
| 2.    | Tottenham Hotspur | 6 | 3  | 1 | 2 | 18 | 14 | +4  | 10 | Továbbjutott az egyenes kieséses szakaszba |  | 2–7 | —   | 4–2 | 5–0 |
| 3.    | Olimbiakósz       | 6 | 1  | 1 | 4 | 8  | 14 | −6  | 4  | Átkerült az Európa-ligába                  |  | 2–3 | 2–2 | —   | 1–0 |
| 4.    | Crvena zvezda     | 6 | 1  | 0 | 5 | 3  | 20 | −17 | 3  |                                            |  | 0–6 | 0–4 | 3–1 | —   |

### C csoport
| Hely. | Csapat          | M | Gy | D | V | G+ | G– | Gk  | P  | Továbbjutás                                |  | MC  | ATA | SHK | DZG |
| ----- | --------------- | - | -- | - | - | -- | -- | --- | -- | ------------------------------------------ |  | --- | --- | --- | --- |
| 1.    | Manchester City | 6 | 4  | 2 | 0 | 16 | 4  | +12 | 14 | Továbbjutott az egyenes kieséses szakaszba |  | —   | 5–1 | 1–1 | 2–0 |
| 2.    | Atalanta        | 6 | 2  | 1 | 3 | 8  | 12 | −4  | 7  | Továbbjutott az egyenes kieséses szakaszba |  | 1–1 | —   | 1–2 | 2–0 |
| 3.    | Sahtar Doneck   | 6 | 1  | 3 | 2 | 8  | 13 | −5  | 6  | Átkerült az Európa-ligába                  |  | 0–3 | 0–3 | —   | 2–2 |
| 4.    | Dinamo Zagreb   | 6 | 1  | 2 | 3 | 10 | 13 | −3  | 5  |                                            |  | 1–4 | 4–0 | 3–3 | —   |

### D csoport
| Hely. | Csapat             | M | Gy | D | V | G+ | G– | Gk | P  | Továbbjutás                                |  | JUV | ATM | LEV | LOM |
| ----- | ------------------ | - | -- | - | - | -- | -- | -- | -- | ------------------------------------------ |  | --- | --- | --- | --- |
| 1.    | Juventus           | 6 | 5  | 1 | 0 | 12 | 4  | +8 | 16 | Továbbjutott az egyenes kieséses szakaszba |  | —   | 1–0 | 3–0 | 2–1 |
| 2.    | Atlético de Madrid | 6 | 3  | 1 | 2 | 8  | 5  | +3 | 10 | Továbbjutott az egyenes kieséses szakaszba |  | 2–2 | —   | 1–0 | 2–0 |
| 3.    | Bayer Leverkusen   | 6 | 2  | 0 | 4 | 5  | 9  | −4 | 6  | Átkerült az Európa-ligába                  |  | 0–2 | 2–1 | —   | 1–2 |
| 4.    | Lokomotyiv Moszkva | 6 | 1  | 0 | 5 | 4  | 11 | −7 | 3  |                                            |  | 1–2 | 0–2 | 0–2 | —   |

### E csoport
| Hely. | Csapat            | M | Gy | D | V | G+ | G– | Gk  | P  | Továbbjutás                                |  | LIV | NAP | SAL | GNK |
| ----- | ----------------- | - | -- | - | - | -- | -- | --- | -- | ------------------------------------------ |  | --- | --- | --- | --- |
| 1.    | Liverpool FC      | 6 | 4  | 1 | 1 | 13 | 8  | +5  | 13 | Továbbjutott az egyenes kieséses szakaszba |  | —   | 1–1 | 4–3 | 2–1 |
| 2.    | SSC Napoli        | 6 | 3  | 3 | 0 | 11 | 4  | +7  | 12 | Továbbjutott az egyenes kieséses szakaszba |  | 2–0 | —   | 1–1 | 4–0 |
| 3.    | Red Bull Salzburg | 6 | 2  | 1 | 3 | 16 | 13 | +3  | 7  | Átkerült az Európa-ligába                  |  | 0–2 | 2–3 | —   | 6–2 |
| 4.    | KRC Genk          | 6 | 0  | 1 | 5 | 5  | 20 | −15 | 1  |                                            |  | 1–4 | 0–0 | 1–4 | —   |

### F csoport
| Hely. | Csapat            | M | Gy | D | V | G+ | G– | Gk | P  | Továbbjutás                                |  | BAR | DOR | INT | SLP |
| ----- | ----------------- | - | -- | - | - | -- | -- | -- | -- | ------------------------------------------ |  | --- | --- | --- | --- |
| 1.    | FC Barcelona      | 6 | 4  | 2 | 0 | 9  | 4  | +5 | 14 | Továbbjutott az egyenes kieséses szakaszba |  | —   | 3–1 | 2–1 | 0–0 |
| 2.    | Borussia Dortmund | 6 | 3  | 1 | 2 | 8  | 8  | 0  | 10 | Továbbjutott az egyenes kieséses szakaszba |  | 0–0 | —   | 3–2 | 2–1 |
| 3.    | Internazionale    | 6 | 2  | 1 | 3 | 10 | 9  | +1 | 7  | Átkerült az Európa-ligába                  |  | 1–2 | 2–0 | —   | 1–1 |
| 4.    | Slavia Praha      | 6 | 0  | 2 | 4 | 4  | 10 | −6 | 2  |                                            |  | 1–2 | 0–2 | 1–3 | —   |

### G csoport
| Hely. | Csapat             | M | Gy | D | V | G+ | G– | Gk | P  | Továbbjutás                                |  | RBL | LYO | BEN | ZEN |
| ----- | ------------------ | - | -- | - | - | -- | -- | -- | -- | ------------------------------------------ |  | --- | --- | --- | --- |
| 1.    | RB Leipzig         | 6 | 3  | 2 | 1 | 10 | 8  | +2 | 11 | Továbbjutott az egyenes kieséses szakaszba |  | —   | 0–2 | 2–2 | 2–1 |
| 2.    | Olympique Lyonnais | 6 | 2  | 2 | 2 | 9  | 8  | +1 | 8  | Továbbjutott az egyenes kieséses szakaszba |  | 2–2 | —   | 3–1 | 1–1 |
| 3.    | Benfica            | 6 | 2  | 1 | 3 | 10 | 11 | −1 | 7  | Átkerült az Európa-ligába                  |  | 1–2 | 2–1 | —   | 3–0 |
| 4.    | Zenyit             | 6 | 2  | 1 | 3 | 7  | 9  | −2 | 7  |                                            |  | 0–2 | 2–0 | 3–1 | —   |

### H csoport
| Hely. | Csapat      | M | Gy | D | V | G+ | G– | Gk  | P  | Továbbjutás                                |  | VAL | CHL | AJX | LIL |
| ----- | ----------- | - | -- | - | - | -- | -- | --- | -- | ------------------------------------------ |  | --- | --- | --- | --- |
| 1.    | Valencia CF | 6 | 3  | 2 | 1 | 9  | 7  | +2  | 11 | Továbbjutott az egyenes kieséses szakaszba |  | —   | 2–2 | 0–3 | 4–1 |
| 2.    | Chelsea     | 6 | 3  | 2 | 1 | 11 | 9  | +2  | 11 | Továbbjutott az egyenes kieséses szakaszba |  | 0–1 | —   | 4–4 | 2–1 |
| 3.    | Ajax        | 6 | 3  | 1 | 2 | 12 | 6  | +6  | 10 | Átkerült az Európa-ligába                  |  | 0–1 | 0–1 | —   | 3–0 |
| 4.    | Lille OSC   | 6 | 0  | 1 | 5 | 4  | 14 | −10 | 1  |                                            |  | 1–1 | 1–2 | 0–2 | —   |

1. 1 2  Egymás elleni pontok: Valencia 4, Chelsea 1.

## Egyenes kieséses szakasz
Az egyenes kieséses szakaszban az a 16 csapat vett részt, amelyek a csoportkör során a saját csoportjuk első két helyének valamelyikén végeztek. A nyolcaddöntők sorsolásakor minden párosításnál egy csoportgyőztest (kiemeltek) egy másik csoport második helyezettjével (nem kiemeltek) párosítottak. A nyolcaddöntőben azonos tagországba tartozó, illetve az azonos csoportból továbbjutók nem szerepelhettek egymás ellen. A negyeddöntőktől kezdődően nem volt kiemelés és más korlátozás sem.

### Nyolcaddöntők
A nyolcaddöntők sorsolását 2019. december 16-án tartották. Az első mérkőzéseket 2020. február 18. és 26. között, a második mérkőzéseket március 10-én és 11-én játszották.
A Covid19-pandémia miatt az UEFA 2020. március 13-án elhalasztotta a további mérkőzéseket, így négy nyolcaddöntő visszavágóját már nem játszották le. 2020. június 17-én jelentette be az UEFA, hogy a nyolcaddöntők elhalasztott mérkőzéseinek új időpontja augusztus 7-e és 8-a.
| 1. csapat          | Össz.Tooltip Aggregate score | 2. csapat           | 1. mérk. | 2. mérk.   |
| ------------------ | ---------------------------- | ------------------- | -------- | ---------- |
| Borussia Dortmund  | 2–3                          | Paris Saint-Germain | 2–1      | 0–2        |
| Real Madrid        | 2–4                          | Manchester City     | 1–2      | 1–2        |
| Atalanta           | 8–4                          | Valencia CF         | 4–1      | 4–3        |
| Atlético de Madrid | 4–2                          | Liverpool FC        | 1–0      | 3–2 (h.u.) |
| Chelsea            | 1–7                          | Bayern München      | 0–3      | 1–4        |
| Olympique Lyonnais | 2–2 (i.g.)                   | Juventus            | 1–0      | 1–2        |
| Tottenham Hotspur  | 0–4                          | RB Leipzig          | 0–1      | 0–3        |
| SSC Napoli         | 2–4                          | FC Barcelona        | 1–1      | 1–3        |

### Negyeddöntők
A negyeddöntők sorsolását 2020. július 10-én tartották. A továbbjutás egy mérkőzésen dőlt el, a mérkőzéseket augusztus 12. és 15. között játszották.
| 1. csapat       | Eredmény | 2. csapat           |
| --------------- | -------- | ------------------- |
| Manchester City | 1–3      | Olympique Lyonnais  |
| RB Leipzig      | 2–1      | Atlético de Madrid  |
| FC Barcelona    | 2–8      | Bayern München      |
| Atalanta        | 1–2      | Paris Saint-Germain |

### Elődöntők
Az elődöntők sorsolását 2020. július 10-én tartották, a negyeddöntők sorsolását követően. A továbbjutás egy mérkőzésen dőlt el, a mérkőzéseket augusztus 18-án és 19-én játszották.
| 1. csapat          | Eredmény | 2. csapat           |
| ------------------ | -------- | ------------------- |
| Olympique Lyonnais | 0–3      | Bayern München      |
| RB Leipzig         | 0–3      | Paris Saint-Germain |

### Döntő
A döntőt az Estádio da Luz stadionban játszották Lisszabonban. A pályaválasztót 2020. július 10-én sorsolták, az elődöntők sorsolását követően.
| 2020. augusztus 23. 20:00 (21:00) |

| Paris Saint-Germain | 0–1               | Bayern München |
| ------------------- | ----------------- | -------------- |
|                     | (0–0) Jegyzőkönyv | Coman 59'      |

| Estádio da Luz, Lisszabon Játékvezető: Daniele Orsato (olasz) |

| A 2019–2020-as UEFA-bajnokok ligája győztese |
| -------------------------------------------- |
| Bayern München 6. cím                        |